# Beau Gadsdon
Beau Gadsdon (* 19. Juli 2008 in England) ist eine britische Schauspielerin.

## Leben und Karriere
Gadsdon gab ihr Filmdebüt 2016 in Rogue One: A Star Wars Story. Danach war sie 2017 im Harry Styles Musikvideo Kiwi zu sehen. 2018 trat sie in dem Film Verschwörung auf. Außerdem wurde sie 2020 für die Serie The Duchess gecastet. Ihre erste Hauptrolle bekam sie 2022 in dem Film The Railway Children Return. Von 2016 bis 2023 trat sie in The Crown als die junge Prinzessin Margaret auf. Ihre nächste Hauptrolle bekam Gadsdon 2024 in Ein Gentleman in Moskau.
Beau Gadsdon ist die Schwester der Kinderdarstellerin Dolly Gadsdon.

## Filmografie
Filme
- 2016: Rogue One: A Star Wars Story
- 2018: Verschwörung (The Girl in the Spider’s Web)
- 2021: Censor
- 2022: The Railway Children Return
- 2023: The Critic
- 2024: Here

Serien
- 2016–2023: The Crown
- 2020: Quiz
- 2020: The Duchess
- 2021: Domina
- 2021: The Baby
- 2022: Treason
- 2024: Ellis
- 2024: Ein Gentleman in Moskau (A Gentleman in Moscow)